# دانيلي كورفيا
دانيلي كورفيا (بالإيطالية: Daniele Corvia)‏ (20 نوفمبر 1984 بروما في إيطاليا - ) هو لاعب كرة قدم إيطالي في مركز الهجوم. شارك مع منتخب إيطاليا تحت 21 سنة لكرة القدم. أما مع النوادي، فقد لعب مع نادي إمبولي ونادي بريشيا ونادي ترنانا ونادي روما ونادي سيينا ونادي ليتشي ولاتينا كالتشيو.

## روابط خارجية
- دانيلي كورفيا على موقع قاعدة بيانات كرة القدم.إي يو (الإنجليزية)
- دانيلي كورفيا على موقع Soccerway.com (الإنجليزية)
- دانيلي كورفيا على موقع عالم كرة القدم.نت (الإنجليزية)